# Atlético Petróleos de Luanda (handball)
Pour les articles homonymes, voir Atlético Petróleos de Luanda.
L'Atlético Petróleos de Luanda, dit Petro Atlético est un club angolais de handball basé à Luanda. Le club est surtout connu pour sa section féminine, l'une des meilleure d'Afrique.

## Palmarès

### Section féminine
Compétitions internationales
- Ligue des champions d'Afrique (20)
  - Vainqueur : 1993, 1995, 1997, 1998, 1999, 2000, 2001, 2002, 2003, 2004, 2005, 2006, 2007, 2008, 2009 (en), 2010 (en), 2011 (en), 2012 (en), 2013 (en) et 2024
  - Finaliste : 1991, 1992, 1994, 1996, 2014, 2015 et 2023
- Coupe d'Afrique des vainqueurs de coupe  (10)
  - Vainqueur : 2008, 2009, 2010, 2011, 2012, 2013, 2014, 2018, 2022 et 2023
  - Finaliste : 2019
- Supercoupe d'Afrique (20)
  - Vainqueur : 1994, 1996, 1998, 1999, 2000, 2001, 2002, 2003, 2005, 2006, 2007, 2008, 2009, 2010, 2011, 2012, 2013, 2014, 2023 et 2025
  - Finaliste : 1995, 1997, 2015, 2019, 2021 et 2024

Compétitions nationales
- Championnat d'Angola (21)
  - Vainqueur : 1989, 1990, 1991, 1992, 1993, 1994, 1995, 1996, 1998, 2000, 2001, 2002, 2003, 2004, 2005, 2006, 2007, 2008, 2009, 2010, 2012
- Coupe d'Angola (10)
  - Vainqueur : 2006, 2007, 2008, 2010, 2011, 2012, 2013, 2014, 2016, 2017
- Supercoupe d'Angola (9)
  - Vainqueur : 2008, 2009, 2010, 2011, 2012, 2013, 2014, 2015, 2017

### Section masculine
- Championnat d'Angola
  - Vainqueur : 1985 et 2014

## Joueuses célèbres
Parmi les joueuses célèbres ayant évolué au club, on trouve :
- Natália Bernardo
- Bombo Calandula
- Azenaide Carlos
- Nair Almeida
- Ilda Bengue
- Luísa Kiala
- Marcelina Kiala
- Justina Lopes Praça
- Acilene Sebastião